# 入口紀男
入口 紀男（いりぐち のりお、1947年 - ）は、日本の工学者。熊本大学名誉教授、東京工業大学大学院理工学研究科特任教授、熊本大学大学院社会文化科学研究科客員教授、放送大学客員教授を務める。専門は生命体画像工学。工学博士（東京大学）。また故郷である水俣市の歴史や水俣病についての著作も刊行している。

## 略歴
- 1947年：熊本県葦北郡水俣町（現：水俣市）に生まれる[5]
- 1965年：福岡県立小倉高等学校卒業
- 1969年：九州工業大学工学部電気工学科卒業
- 1971年：九州工業大学大学院修士課程修了
- 1971年：旭化成に入社
- 1975年：米国イリノイ大学留学
- 1977年：米国教育厚生省 NIH 客員研究員
- 1978年：旭化成に帰任
- 1988年：シーメンス日本法人磁気共鳴応用技術担当長
- 1998年：東京大学客員研究員
- 1998年：旭化成機能製品カンパニー付知的財産担当部長
- 2002年：熊本大学総合情報基盤センター教授、評議員・附属図書館長、工学博士（東京大学大学院工学系研究科）

## 業績
- 1986年：2.0テスラ（86MHz）臨床用MRIを開発（世界初）。それまで 1.0テスラ（43MHz）を超えると電波は人体内部には到達しない（断層画像は撮れない）ことがイギリスで理論的に証明されていた。
- 1987年：MRIで人体の炭素13分布画像、リン31分布画像を撮像（世界初）。それまで炭素13やリン31は感度が低すぎて画像化は不可能と考えられていた。
- 1995年：核磁気共鳴（NMR）の検出感度を既知定数のみの等式で表した。それまでは未知の定数を含む比例式で表されていた。
- 1995年：原子核（107種類）の物理定数表（磁気共鳴感度）を改定。いずれの原子核の検出感度もそれまで低いと考えられていた。

## 受賞歴
- 2000年：日本機械学会論文賞
- 2003年：Hypertension Research-Novartis 賞

## 著書
- 入口紀男「必要不可欠な知的財産権」、大森不二雄編『IT時代の教育プロ養成戦略』東信堂、2008年。
- 入口紀男『メチル水銀を水俣湾に流す』日本評論社、2008年。ISBN 978-4535585546
- Norio Iriguchi『Minamata Bay, 1932』日本評論社、2012年。ISBN 978-4-535-58622-2[注釈 2]
  - 『メチル水銀を水俣湾に流す』の増補英訳版[6]。
- 入口紀男『聖バーソロミュー病院1865年の症候群　有機水銀中毒症の発生は日本でも1932年には予見可能であった』自由塾、2016年。ISBN 978-4990738808[注釈 2]
- 入口紀男『「水俣病」は差別用語　メチル水銀中毒を「水俣病」と表現する行為は差別行為である。』自由塾、2021年。ISBN 978-4990738822[4]